# Multimäki
Multimäki est un quartier du centre-ville de Kuopio en Finlande.

## Description
Multimäki est bordé par Maljalahti au nord, Vahtivuori à l'est, la Kuopionlahti au sud et Hatsala à l'ouest. 
Les limites du quartier sont la rue Minna Canthin katu au sud, Vuorikatu à l'est, Suokatu au nord et Puistokatu à l'ouest.
À Multimäki se trouvent, entre autres, la place du marché, la halle du marché, le parc des héros, la mairie de Kuopio, le lycée de Kuopio, Aapeli, H-talo IsoCee et Minna.

## Lieux et monuments

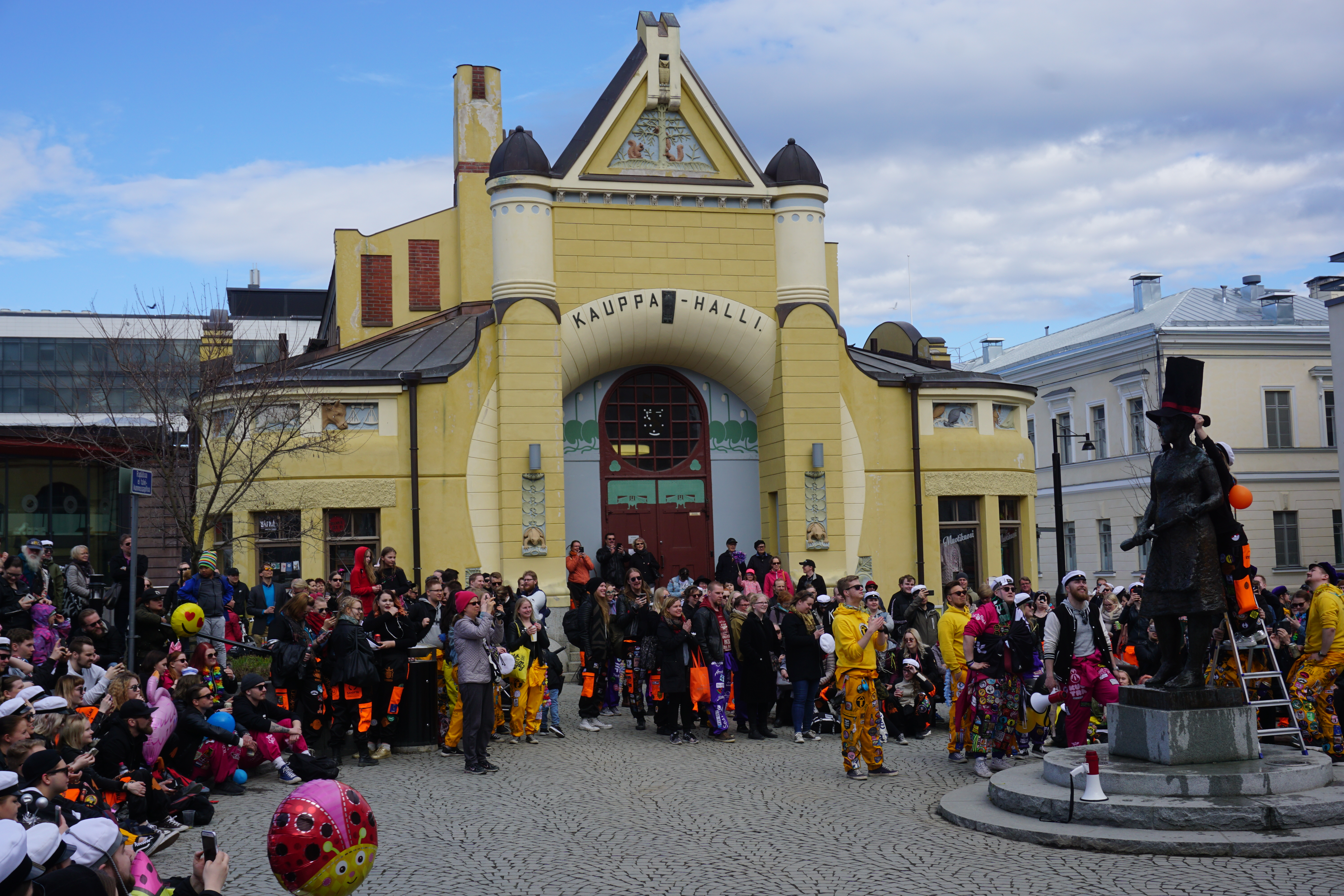
Halle du marché le 1er mai.
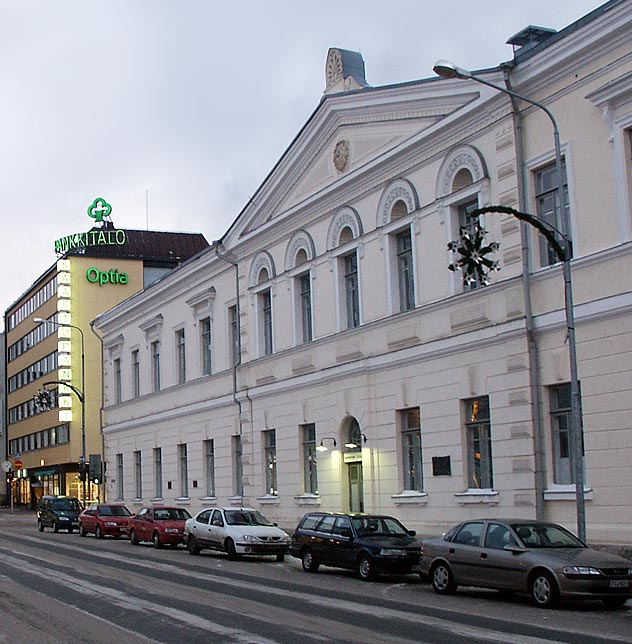
Lycée de Kuopio.
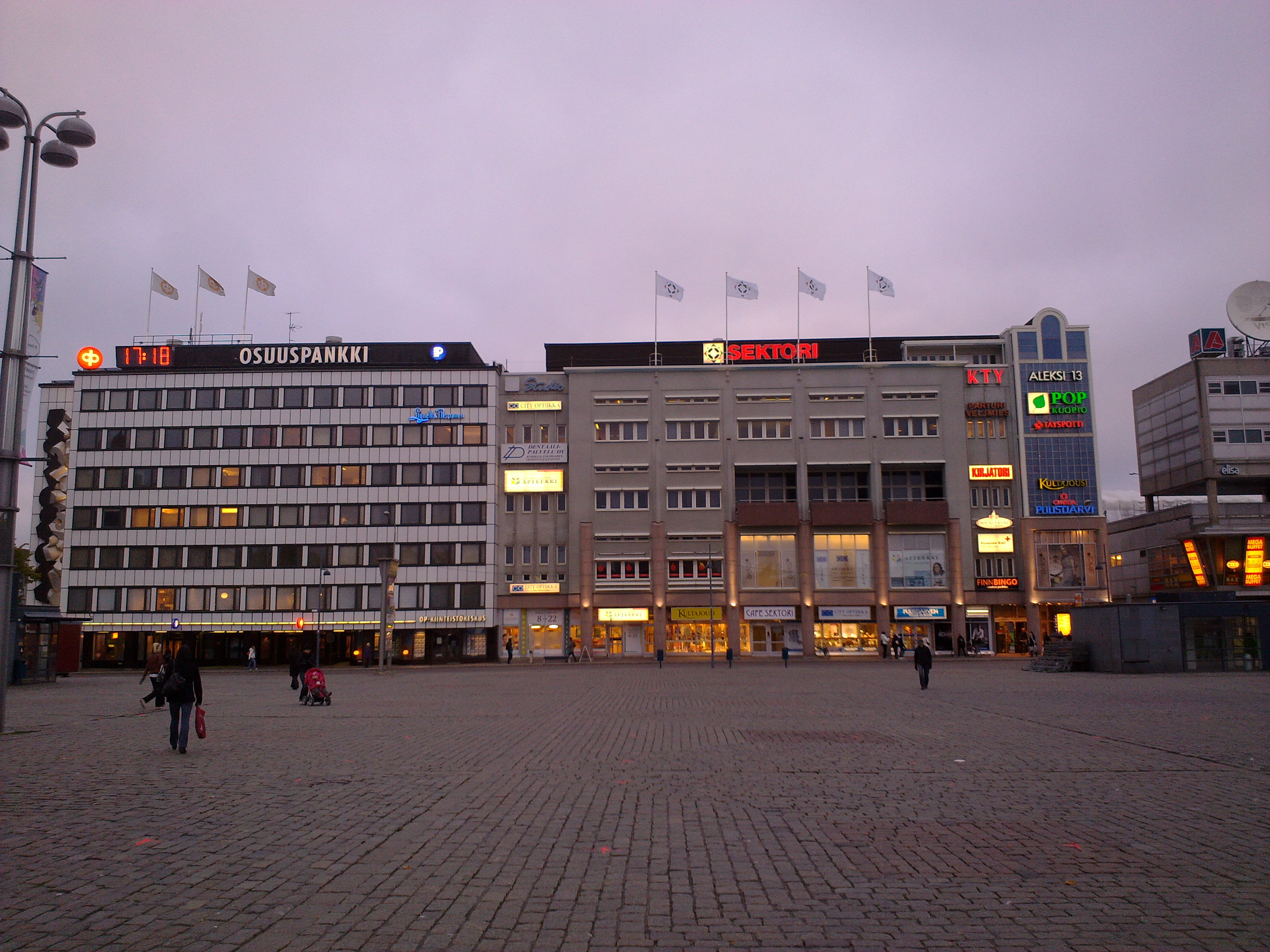
Place du marché de Kuopio.
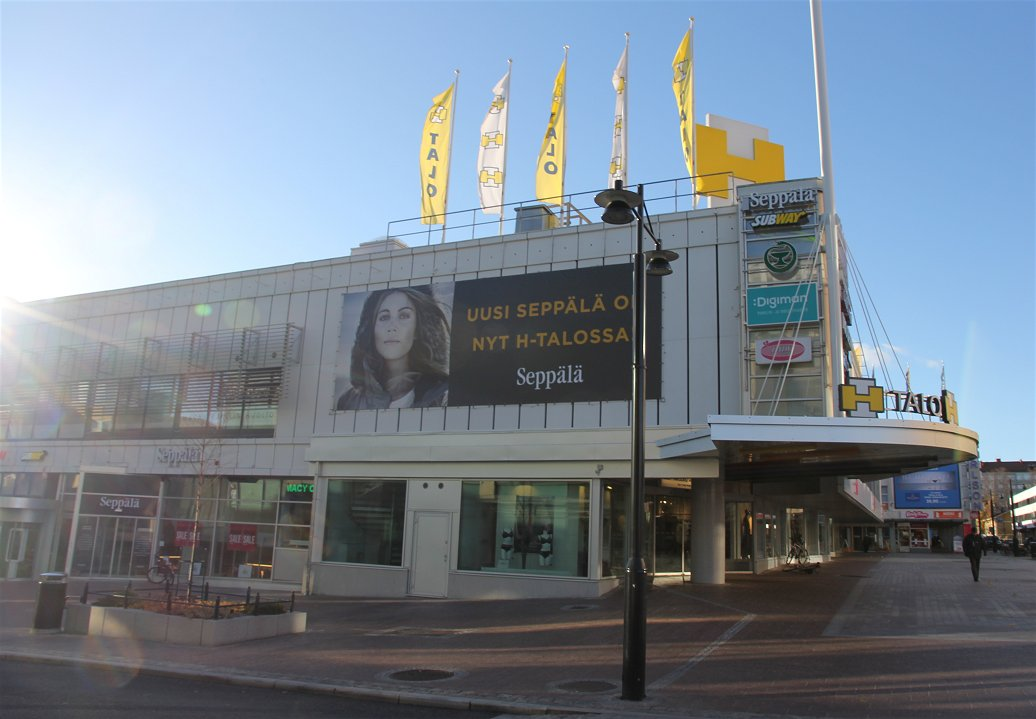
H-talo, rue Kauppakatu 32.